# Independent Online
Independent Online ‘(IOL) is een Zuid-Afrikaanse nieuwswebsite. De nieuwsorganisatie was eigendom van Independent News & Media, de grootste uitgeverij van gedrukte media in Zuid-Afrika, maar werd in 2013 overgenomen door Sekunjalo Investments, met participatie van de Openbare Beleggingskorporasie en twee Chinese overheidsinstellingen, China International Television Corporation en China Africa Development Fund. 

## Inhoud
De journalisten van IOL, voornamelijk gevestigd in de grote steden Johannesburg, Kaapstad en Durban, worden ondersteund door een team van freelancers en medewerkers.
IOL is een breed platform, met het digitale aanbod van bekende kranten van Zuid-Afrika, waaronder The Star, Pretoria News, Daily News, The Mercury, Cape Times, Cape Argus, Weekend Argus, Sunday Independent, Saturday Star, Independent on Saturday en Sunday Tribune. Het bevat ook gesyndiceerde inhoud uit buitenlandse bronnen, waaronder het African News Agency, Reuters, AFP, The Washington Post, Xinhua, Sputnik en Indo-Asian News Service.